# Traction hippique
Ne doit pas être confondu avec la traction hippomobile.

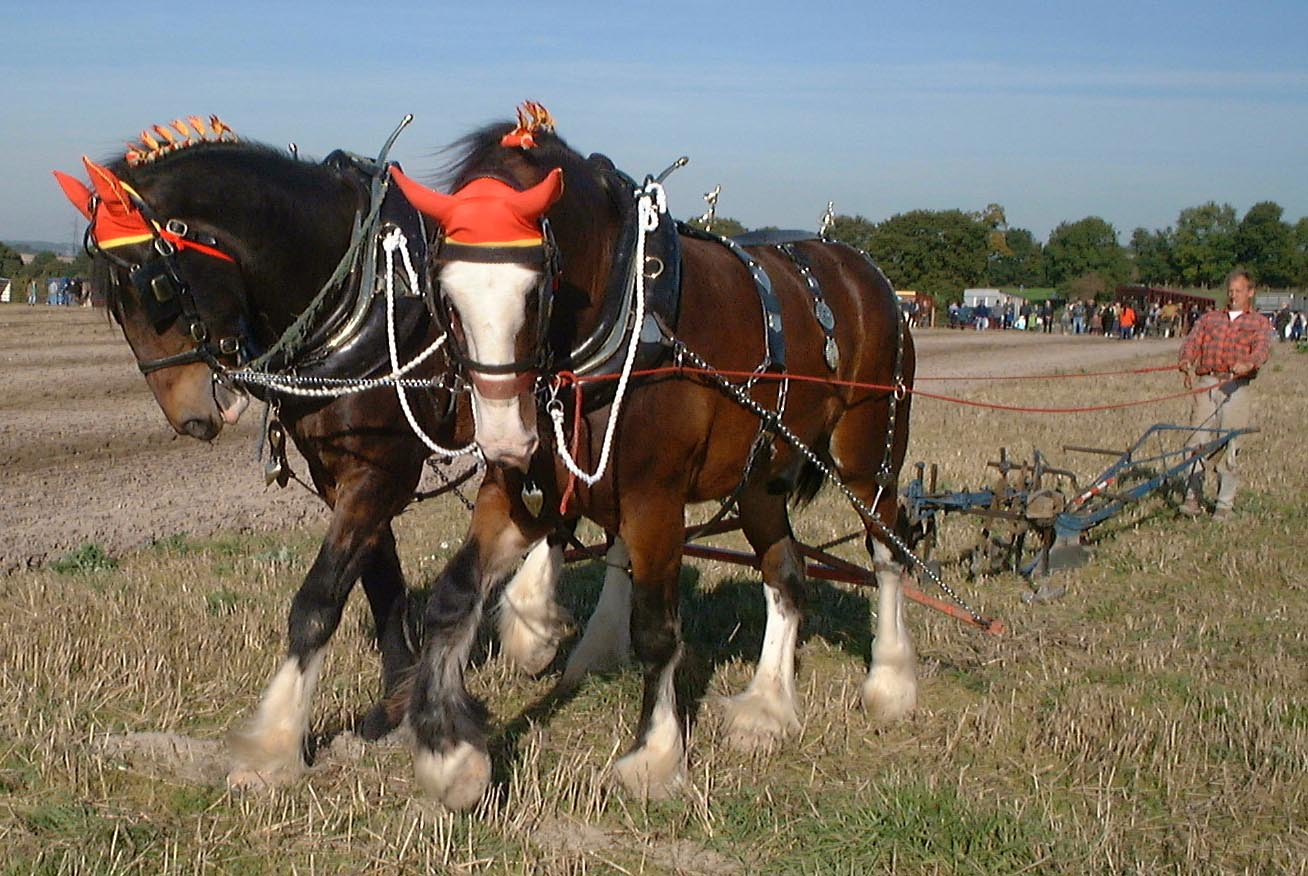
Charrue avec traction hippique

La traction hippique, par opposition à la traction bovine, s'est développée à partir du deuxième millénaire, alors qu'elle était inconnue dans l'Antiquité, associée le plus souvent au développement de l'assolement triennal, qui permit de diminuer les temps de jachère, de limiter l'impact des intempéries et d'associer au blé une deuxième culture comme celle de l'avoine.
Plus efficace que celle opérée par des bœufs, la traction hippique a permis d'augmenter les rendements agricoles même si les deux animaux ont la même force de traction, le cheval pouvant travailler deux heures de plus et avancer à une vitesse supérieure de 50 %, soit 1,10 mètre par seconde en moyenne contre 0,73 mètre par seconde pour le bœuf. L'agronome du XIIIe siècle Walter de Henley compara les coûts des deux animaux et constata que le cheval coûtait cher en avoine. Pour cette raison, la traction hippique est restée sous-développée dans une bonne partie des régions de l'Europe. Elle heurtait par ailleurs des traditions sociales voulant que l'usage des chevaux soit réservé au seigneur, à sa famille, ses écuyers et gens d'arme.
"L'employer, c'était accélérer considérablement les façons de la terre, multiplier les labours et aussi se donner les moyens de passer la herse, que dès le XIe siècle la tapisserie de Bayeux montre traînée par un cheval", a estimé l'historien médiéviste Georges Duby.
Lors de la révolution agricole des XIe, XIIe et XIIIe siècles, les charrues purent augmenter leur efficacité par rapport à l'Antiquité, qui avait connu un collier d'attelage défectueux. Le « collier au garrot » antique rendait les gros transports impossibles et entraînait le recours au travail manuel, donc à l'esclavage, selon l'officier français et historien des techniques Richard Lefebvre des Noëttes (1856 – 1936), qui a publié 1924 un ouvrage qui fit date « La Force animale à travers les âges » (Paris, Berger-Levrault), puis développa ses thèses dans une série d'articles parus dans le Mercure de France. En France, notamment dans le Sud-Est, les bœufs furent cependant utilisés encore longtemps, sans doute parce qu'il est difficile d'obtenir une bonne récolte d'avoine sur les sols secs et légers du midi, a cependant tempéré l'historien Jean Gimpel. Cependant, outre les doutes émis envers une thèse fondée sur un déterminisme technique excessif, on a démontré non seulement la grande variété des harnais antiques, mais aussi la confusion entre deux types de harnais opérée par Lefebvre des Noëttes, qui le conduisit à les fusionner en un imaginaire « collier de cou »,,. Aussi, selon Amouretti, ce n'est pas le collier d'épaule, mais la sélection animale, favorisant l'apparition de chevaux plus grands et plus forts, qui aurait permis leur usage en agriculture au Moyen Âge.
Plus tard, l'agronome anglais Jethro Tull, inventeur en 1701 du semoir, qui permit d'améliorer considérablement la technique de semailles traitant trois rangées à la fois était un fervent partisan de la traction hippique. Tull inventa une machine tractée par un cheval qui fut le sujet de son livre New Horse Hoeing Husbandry en 1731.